# Les Jezinka

Les Jezinka est un conte de Bohême collecté par Albert Henry Wratislaw (en) dans son livre Sixty Folk-Tales from Exclusively Slavonic Sources.
Parker Filmore l'a inclus dans son ouvrage Czechoslovak Fairy Tales sous le titre de Grandfather’s Eyes: The Story of Three Wicked Yezinkas.
Ruth Manning-Sanders (en) l'a repris dans son recueil A Choice of Magic (en) sous le titre Johnny and the Witch-Maidens.

## Résumé
Un pauvre orphelin prénommé Jean tente de trouver du travail. Il voyage beaucoup sans rien trouver jusqu'à ce qu'il rencontre un vieil homme qui a des cavernes à la place des yeux et dont les chèvres sont en train de bêler dans leur étable. Le vieil homme engage Jean en tant que berger, mais il le met en garde contre les collines, où des sorcières pourraient l'endormir pour lui arracher les yeux.
Pendant deux jours, Jean lui obéit, mais, le troisième jour, jugeant que la pâture serait meilleure dans les collines, il y emmène les chèvres en emportant avec lui trois pousses de ronce. C'est alors qu'une belle femme se présente à lui et lui offre une pomme. Jean refuse, lui disant qu'il a mangé suffisamment de ces fruits sur le pommier de son maître. Une autre jolie femme apparaît, lui recommandant de sentir une rose. Mais Jean lui dit qu'il a suffisamment humé de parfums dans le jardin de son maître. Une troisième lui propose de lui coiffer les cheveux. Jean ne lui dit rien et la laisse s'approcher jusqu'à ce qu'il puisse l'attacher avec une ronce. Les deux autres essayent de la détacher, mais il réussit aussi à les lier.
Il va chercher son maître et demande à la plus vieille des Jezinka ses yeux. Quand elle lui répond qu'elle ne sait pas où ils sont, Jean menace de la jeter dans la rivière. Elle emmène donc Jean dans une grotte remplie d'yeux et lui en donne deux. Son maître les met, mais se plaint de ne voir que des chouettes. Jean jette cette Jezinka dans la rivière et demande à une seconde Jezinka les yeux de son maître ; celle-ci lui donne des yeux qui ne permettent à son maître de ne voir que des loups. Il la jette elle aussi dans la rivière et demande alors à la troisième les yeux de son maître. Elle lui en donne qui ne permettent à son maître de ne voir que des brochets. Il s'apprête à la jeter à son tour dans la rivière, quand elle lui donne les bons yeux avant de disparaître.
Jean peut ensuite mener paître les chèvres où il veut, et son maître peut faire des fromages.

## Source de la traduction
- (en) Cet article est partiellement ou en totalité issu de l’article de Wikipédia en anglais intitulé « The Jezinkas » (voir la liste des auteurs).